# Tabanus portschinskii
Tabanus portschinskii är en tvåvingeart som beskrevs av Olsufjev 1937. Tabanus portschinskii ingår i släktet Tabanus och familjen bromsar. Inga underarter finns listade i Catalogue of Life.